# Checoslovaquia en los Juegos Olímpicos de Lake Placid 1980
Checoslovaquia estuvo representada en los Juegos Olímpicos de Lake Placid 1980 por un total de 41 deportistas que compitieron en 7 deportes.  
El portador de la bandera en la ceremonia de apertura fue el jugador de hockey sobre hielo Bohuslav Ebermann.

## Medallistas
El equipo olímpico checoslovaco obtuvo las siguientes medallas:
| Nombre        | Deporte        | Competición |
| ------------- | -------------- | ----------- |
| Oro           |                |             |
| —             |                |             |
| Plata         |                |             |
| —             |                |             |
| Bronce        |                |             |
| Květa Jeriová | Esquí de fondo | 5 km F      |